# 孔雀竹芋
孔雀竹芋（学名：Calathea makoyana）为竹芋科孔雀竹芋屬下的一个种。

## 圖片

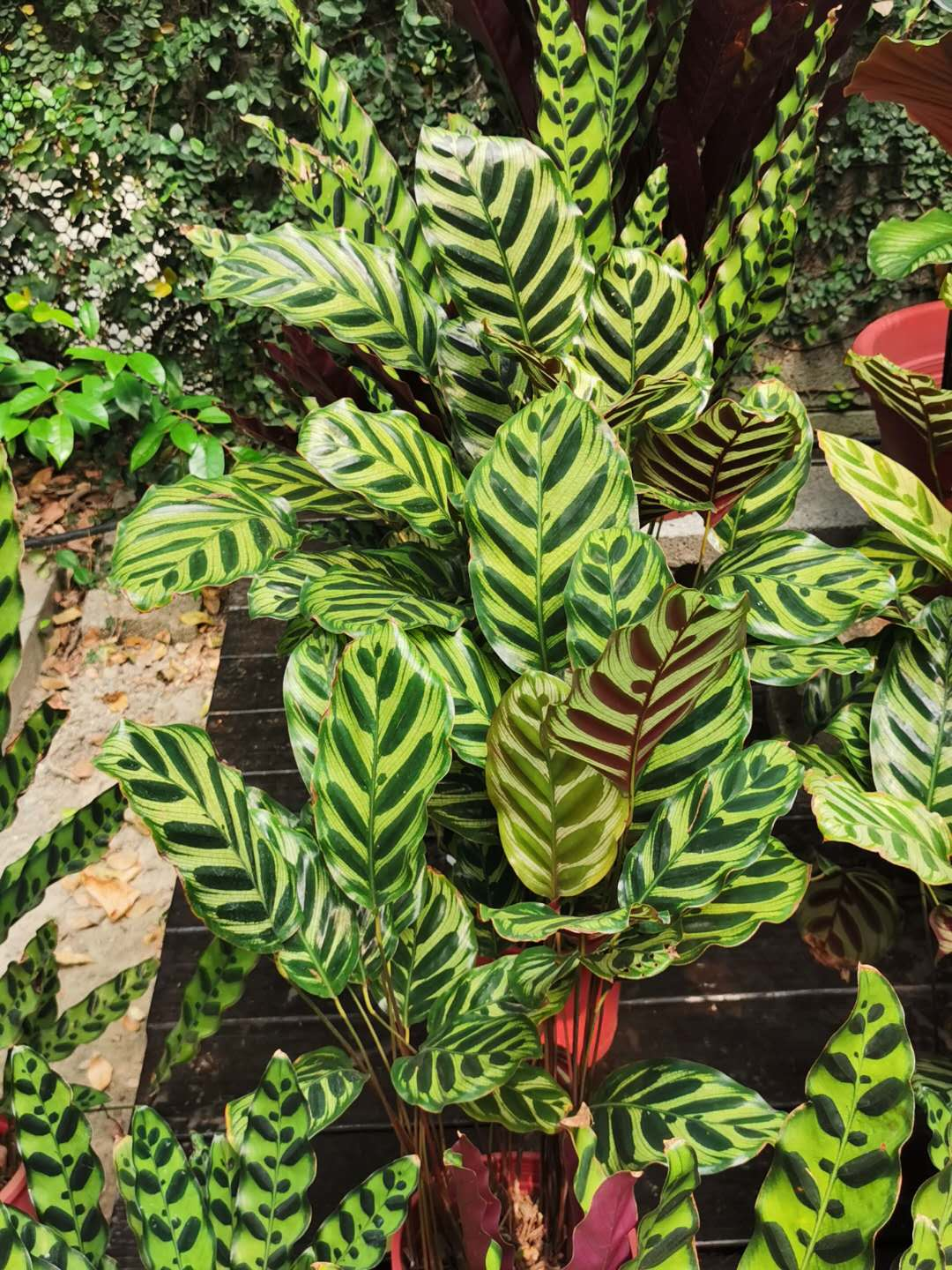
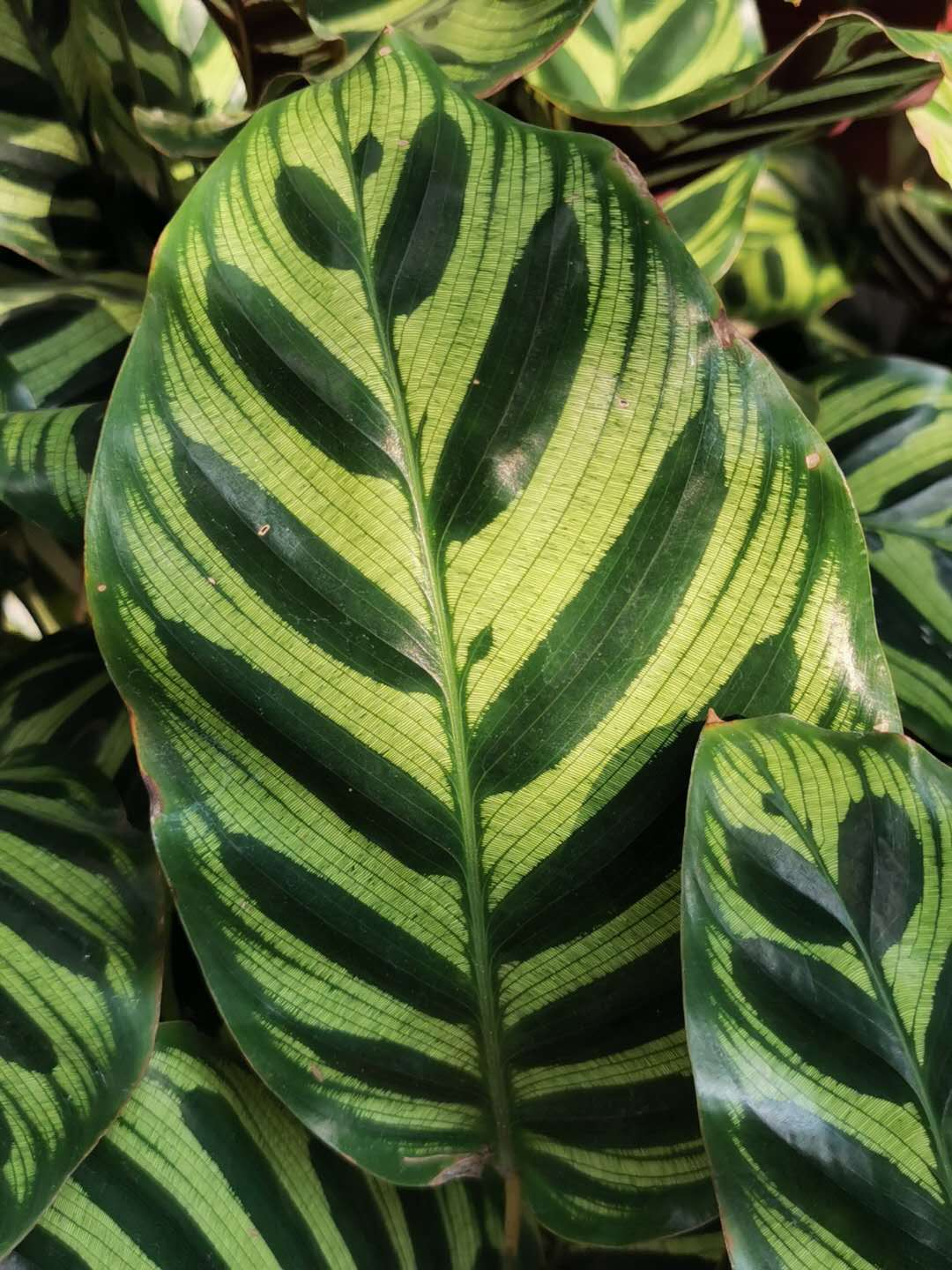

## 扩展阅读
- 維基物種上的相關：孔雀竹芋
- 维基共享资源上的相關多媒體資源：孔雀竹芋